# Station Louvres
Station Louvres is een spoorwegstation aan de spoorlijn Paris-Nord - Lille. Het ligt in de Franse gemeente Louvres in het departement Val-d'Oise (Île-de-France).

## Geschiedenis
Het station is op 1 juni 1859 geopend.

## Ligging
Het station ligt op kilometerpunt 23,552 van de spoorlijn Paris-Nord - Lille.

## Diensten
Het station wordt aangedaan door treinen van de RER D tussen Orry-la-Ville - Coye (soms Creil) en Melun via Combs-la-Ville.

## Vorig en volgend station
| Richting                         | Vorig station        | Lijn  | Volgend station | Richting                      |
| -------------------------------- | -------------------- | ----- | --------------- | ----------------------------- |
| Creil D3 Orry-la-Ville - Coye D1 | Survilliers - Fosses | RER D | Les Noues       | Melun D2 (via Combs-la-Ville) |